# Ian Van Dahl

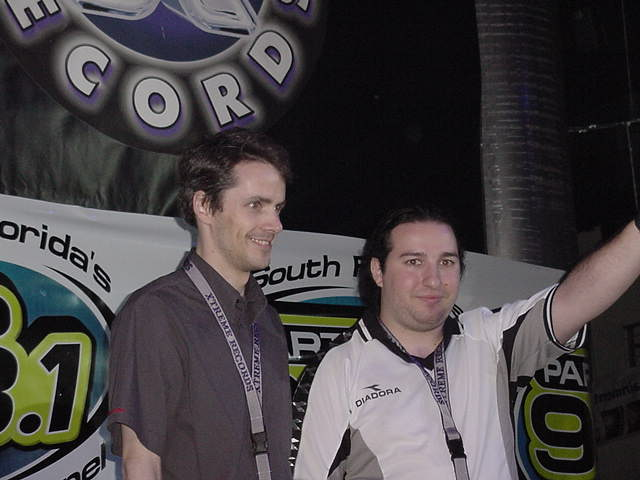
Erik Vanspauwen und Christophe Chantzis – Songwriter und Produzenten von Ian Van Dahl

Ian Van Dahl war eine Dance-Formation aus Belgien, bestehend aus der Sängerin und Songwriterin Annemie Anne Francine Coenen (* 14. Juli 1978 in Herk-de-Stad, Belgien), den Songwritern und Produzenten Christophe Chantzis (* 22. September 1976) und Erik Vanspauwen (* 17. Mai 1968). Weitere Produzenten waren Peter Luts (* 14. Dezember 1971) und David Vervoort (* 28. Dezember 1977 in Bonheiden, Belgien) (auch die Produzenten von Lasgo).
Ian Van Dahl gehört zu den erfolgreichsten Dance-Acts der Welt. Ian Van Dahl hat weltweit bisher fast vier Millionen Tonträger (Singles und Alben) verkauft und standen bei ihren Touren nicht nur in ihrer Heimat Belgien, sondern auch in Australien, Nordamerika (USA, Kanada, Mexiko), Südamerika (Brasilien, Kolumbien, Trinidad und Tobago), Asien (Russland, Japan, Libanon, Dubai, Bahrain), Skandinavien (Dänemark, Finnland, Norwegen) und anderen europäischen Ländern (Großbritannien, Deutschland, Spanien, Schweiz, Niederlande, Nordirland, Ungarn, Estland, Malta) auf der Bühne.
Annemie schreibt nicht nur einen großen Teil der Liedtexte von Ian Van Dahl selbst, sondern ist auch für andere Dance-Projekte der Produzenten Peter Luts und David Vervoort als Songwriterin aktiv. An den Texten des 2005 erschienenen Albums „Far Away“ von Lasgo schrieb sie zum größten Teil mit. Die Texte von Outrowz feat. New-G – Wrong! und Peter Luts feat. Nivelle – Don’t Go stammen ebenfalls aus ihrer Feder. Annemie zeigt sich auch für die modische Ausstattung von Ian Van Dahl auf der Bühne und in den Videos verantwortlich.

## Geschichte

### 2000–2002: Anfänge und erste große Erfolge
Ian Van Dahl wurde Anfang 2000 von Erik Vanspauwen, dessen Bruder Geert und Martine „Marsha“ Theeuwen gegründet. Bereits kurz darauf wurde Geert Vanspauwen durch Christophe Chantzis ersetzt und es erschien die erste Single Castles In The Sky als Vinyl in Belgien. Der Text ebenso wie der Gesang stammen von Marsha. Schon in den Dancecharts wurde der Song überraschend ein Erfolg und bereits im Herbst desselben Jahres erschien ein Remix des Produzenten Peter Luts auch als Single in Belgien und kurz darauf auch in Deutschland. Im Heimatland stieg zwar Castles In The Sky nicht in die Chartwertung ein, im Nachbarland erreichte sie jedoch Platz 43 in den Single- und sogar Platz 2 in den Dancecharts. Nach und nach reihten sich international die Top-10-Positionen in den Dance/Clubcharts. Trotz des großen Erfolges der ersten Single wollte Ian Van Dahls Plattenlabel Antler Subway die Sängerin Marsha aus unbekannten Gründen nicht mehr unter Vertrag haben und ersetzte sie durch Cindy Mertens, welche dann allerdings schon kurze Zeit später durch die endgültige Sängerin Annemie Coenen abgelöst wurde. Mit ihrer Stimme wurde Castles In The Sky neu aufgenommen und in weiteren Ländern veröffentlicht, darunter auch Großbritannien, wo es die Single bis auf Platz 3 schaffte. Nicht nur dort wurde sie auf Anhieb ein kommerzieller Erfolg. Ian Van Dahl gewann mit Castles In The Sky Anfang 2002 den Best Hi NRG/Euro 12″ vinyl WMC (Winter Music Conference) Award 2001. In Großbritannien gewann Ian Van Dahl im gleichen Jahr den „Dancestar World Music Award“ in der Kategorie „Best Trance Act“ und den „Top of The Pops Award“ in der Kategorie „Best Dance Act“.
Die zweite Single Will I? (2001/2002) knüpfte an den Erfolg der ersten Single nahtlos an, teilweise konnten sogar höhere Positionen in den Charts erreicht werden. In Großbritannien, aber auch in Brasilien wurde der Song ein großer Erfolg. In Belgien wurde Will I? zu Ian Van Dahls größtem Erfolg. Im dazugehörigen Videoclip ist auch (nicht wie bei Castles In The Sky) auch Annemie Coenen als Performer zu sehen.
Im März 2002 wurde die Single Reason veröffentlicht. Beim Songwriting beteiligte sich hierbei erstmals auch Annemie Coenen. Kurz darauf wurde das erste Album veröffentlicht. Als Name des Albums wurde „Ace“ gewählt - eine Zusammensetzung aus den Anfangsbuchstaben der Mitglieder von Ian Van Dahl (Annemie, Christophe, Erik) – bzw. in Erinnerung an den großen Erfolg der ersten Singles den Begriff „Ace“ (Ass – die Bezeichnung für einen unerreichten Aufschlag im Tennis). Das Album wurde vor allem in Großbritannien ein Erfolg, wo es binnen drei Wochen mit rund 100.000 verkauften Exemplaren Goldstatus erreichte. Die Songs von Ace wurden fast ausnahmslos von Coenen, Chantzis und Vanspauwen geschrieben, als Co-Writer beteiligte sich unter anderem auch Pascale Feront, die Sängerin des Danceacts Absolom.
Im Spätsommer 2002 wurde Try aus Ace ausgekoppelt. Für den Single-Release wurde der Song mit einem neuen Sound versehen. Obwohl der Erfolg in manchen Ländern zurückging, schaffte es Try im Euro200 Chart (einer Zusammenfassung der nationalen Chartwertungen in der Europäischen Union) immerhin bis auf Platz 32 des Jahres 2002. Etwas später wurde der Song Secret Love in Deutschland gemeinsam mit Try als Doppel-A-Single ausgekoppelt, jedoch ohne großen Erfolg. Auf der Single enthält Secret Love einen völlig anderen Text als auf dem Album.

### 2003–2005: Zweites Album und Rückgang des Erfolges
Im Oktober 2003 wurde angekündigt als neue Single einen Song namens I Can’t Let You Go zu veröffentlichen. An der Produktion waren von nun an auch Peter Luts und David Vervoort, die Produzenten von Lasgo, beteiligt. Mit dieser Single ging der Erfolg weiter zurück, in Großbritannien erreichte sie nur mehr noch Platz 20. Eine weitere neue Single, Where Are You Now? (2004), war ebenfalls weniger erfolgreicher und wurde nur in wenigen Ländern, darunter Belgien und Finnland, veröffentlicht. Im April 2004 erschien das zweite Album von Ian Van Dahl, Lost & Found. Die Zweiseitigkeit des Titels weist auf den Verlust von Annemie Coenens Großvater und einiger Freunde, aber auch auf den großen Erfolg mit Ian Van Dahl, die breite Unterstützung der Fans und neue Freunde hin. Coenen beteiligte sich abermals maßgeblich am Songwriting. Von vielen Fans, aber auch von Kritikern wurde dieses Album als viel emotionaler und tiefgründiger bezeichnet als der Vorgänger. Diese Aspekte konnten sich jedoch nicht wesentlich auf den kommerziellen Erfolg auswirken. Ebenso die nächste Single, Believe, welche nur in Großbritannien und Irland veröffentlicht wurde, konnte nicht mehr an den Erfolg der ersten Jahre herankommen.
Wieder erfolgreicher wurde jedoch die letzte Singleveröffentlichung aus dem Album Lost & Found, Inspiration. Der eher ungewöhnliche Titel erreichte in Dänemark sogar Platz 11, in Großbritannien konnten aber noch nicht einmal die Top-40 erreicht werden.
Im Jahr 2004 veranstaltete Ian Van Dahl mehrere Konzerte in Brasilien, bei denen vor allem Songs aus dem zweiten Album gespielt wurden.
Ende 2005 wurde wieder eine komplett neue Produktion veröffentlicht. Der Titel der neuen Single lautete Movin’ On. Der Song war eine Ballade mit elektronischem Sound. Diese Single war wieder erfolgreicher, ausgenommen der Länder Belgien (Platz 24) und Finnland (sogar Platz 7), floppte sie zwar in Europa, erreichte jedoch in Brasilien die Top-10.

### 2006–2008: Rückzug und Auflösung
Nach der Veröffentlichung der wieder weniger erfolgreichen Single Just A Girl im Juli 2006 war Ian Van Dahl wieder einige Male live in Brasilien zu sehen, wo Annemie Coenen auch gemeinsam mit Lasgo auftrat. Im Jahr 2007 zogen sie sich fast vollkommen zurück.
Anfang Juli 2007 ließ der Produzent Peter Luts verlauten, dass das dritte Album von Ian Van Dahl fertig aufgenommen sei, dies aber als Soloalbum von Annemie Coenen erscheinen würde. Das hatte sich nach dem Rückzug der Produzenten Christophe Chantzis und Erik Vanspauwen bereits abgezeichnet: In einem Interview von Ende April 2007 mit Annemie Coenen ist zu lesen, dass das dritte Album derzeit aufgenommen werde und in ein paar Monaten erscheinen werde. Coenen merkt an, dass die meisten Lieder des Albums aus ihrer und Luts Feder stammen.
Mitte Januar 2008 wurde bekannt, dass die Formation Ian Van Dahl aufgelöst wurde. Annemie Coenen ist nun Sängerin des neuen Danceprojektes AnnaGrace, mit Peter Luts als Produzenten.

## Ehemalige Mitglieder

### Marsha aka Martine Theeuwen

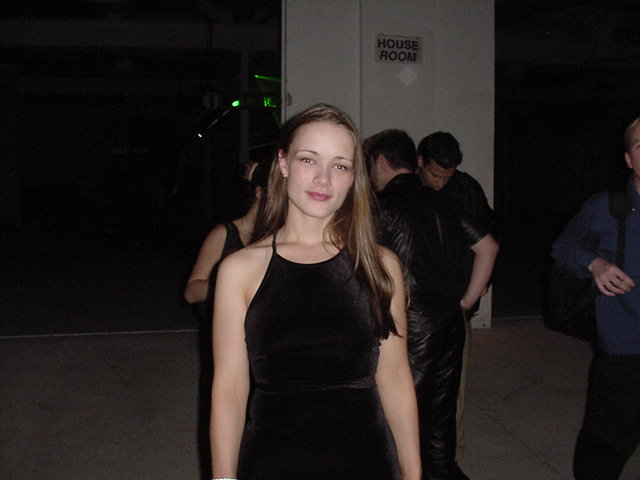
Marsha – Sängerin und Texterin von Castles In The Sky

Marsha heißt in Wirklichkeit Martine Danny Jozefa Theeuwen (* 7. Oktober 1976 in Neerpelt, Belgien). Mit ihr, Erik Vanspauwen und Eriks Bruder Geert startete das Projekt Ian Van Dahl. Marsha schrieb den Text und die Melodie zu Castles In The Sky. Marshas Stimme ist auf der dazugehörigen Single und dem Video zu hören. Nach dem enormen internationalen Erfolg dieses Songs wollte die Plattenfirma sie aus unbekannten Gründen nicht als Sängerin für die Auftritte haben, obwohl sie dazu bereit war. Marsha wurde ersetzt, im Video zu Castles In The Sky ist sie nicht zu sehen, ihr Song wurde mit Annemie Coenen neu aufgenommen und taucht in dieser Form auch auf dem Album „Ace“ auf und nicht die ursprüngliche Version mit der Stimme von Marsha. Im Nachhinein stellte sich heraus, dass die Plattenfirma nie vorgehabt hatte, Marsha auf die Bühne zu schicken. Tief enttäuscht darüber lehnte sie das Angebot einer weiteren Single mit Ian Van Dahl ab.

### Cindy Mertens
Cindy Mertens war der erste Ersatz für Marsha. Sie ist im Video zu Castles In The Sky zu der Stimme von Marsha zu sehen. Cindy wurde von der Plattenfirma für die ersten nationalen belgischen und internationalen Auftritte zu Castles In The Sky ausgewählt - alles zum Gesang von Marsha. Cindy Mertens hat weder bei den Auftritten noch im Video selbst gesungen. Wegen mangelnden Fähigkeiten bei diesen lippensynchronisierten Auftritten und einer katastrophalen Bühnenpräsenz wurde sie relativ schnell durch Annemie Coenen ersetzt.

## Diskografie

### Studioalben
| Jahr | Titel        | Höchstplatzierung, Gesamtwochen, AuszeichnungChartplatzierungen (Jahr, Titel, Platzierungen, Wochen, Auszeichnungen, Anmerkungen) | Höchstplatzierung, Gesamtwochen, AuszeichnungChartplatzierungen (Jahr, Titel, Platzierungen, Wochen, Auszeichnungen, Anmerkungen) | Höchstplatzierung, Gesamtwochen, AuszeichnungChartplatzierungen (Jahr, Titel, Platzierungen, Wochen, Auszeichnungen, Anmerkungen) | Höchstplatzierung, Gesamtwochen, AuszeichnungChartplatzierungen (Jahr, Titel, Platzierungen, Wochen, Auszeichnungen, Anmerkungen) | Höchstplatzierung, Gesamtwochen, AuszeichnungChartplatzierungen (Jahr, Titel, Platzierungen, Wochen, Auszeichnungen, Anmerkungen) | Höchstplatzierung, Gesamtwochen, AuszeichnungChartplatzierungen (Jahr, Titel, Platzierungen, Wochen, Auszeichnungen, Anmerkungen) | Anmerkungen                    |
| Jahr | Titel        | DE | AT | CH | UK | US | BEF | Anmerkungen                    |
| ---- | ------------ | --- | --- | --- | --- | --- | --- | ------------------------------ |
| 2002 | Ace          | — | — | — | UK7 Gold · (9 Wo.)UK | — | BEF41 (3 Wo.)BEF | Erstveröffentlichung: Mai 2002 |
| 2004 | Lost & Found | — | — | — | — | — | BEF29 (6 Wo.)BEF | Erstveröffentlichung: Mai 2004 |

### Singles
| Jahr | Titel Album                     | Höchstplatzierung, Gesamtwochen, AuszeichnungChartplatzierungen (Jahr, Titel, Album, Platzierungen, Wochen, Auszeichnungen, Anmerkungen) | Höchstplatzierung, Gesamtwochen, AuszeichnungChartplatzierungen (Jahr, Titel, Album, Platzierungen, Wochen, Auszeichnungen, Anmerkungen) | Höchstplatzierung, Gesamtwochen, AuszeichnungChartplatzierungen (Jahr, Titel, Album, Platzierungen, Wochen, Auszeichnungen, Anmerkungen) | Höchstplatzierung, Gesamtwochen, AuszeichnungChartplatzierungen (Jahr, Titel, Album, Platzierungen, Wochen, Auszeichnungen, Anmerkungen) | Höchstplatzierung, Gesamtwochen, AuszeichnungChartplatzierungen (Jahr, Titel, Album, Platzierungen, Wochen, Auszeichnungen, Anmerkungen) | Höchstplatzierung, Gesamtwochen, AuszeichnungChartplatzierungen (Jahr, Titel, Album, Platzierungen, Wochen, Auszeichnungen, Anmerkungen) | Anmerkungen                                  |
| Jahr | Titel Album                     | DE | AT | CH | UK | US | BEF | Anmerkungen                                  |
| ---- | ------------------------------- | --- | --- | --- | --- | --- | --- | -------------------------------------------- |
| 2000 | Castles In The Sky Ace          | DE43 (9 Wo.)DE | — | CH90 (2 Wo.)CH | UK3 Platin · (23 Wo.)UK | US91 (10 Wo.)US | BEF35 (5 Wo.)BEF | Erstveröffentlichung: Juli 2000 feat. Marsha |
| 2001 | Will I? Ace                     | DE48 (4 Wo.)DE | AT54 (3 Wo.)AT | — | UK5 (15 Wo.)UK | — | BEF14 (7 Wo.)BEF | Erstveröffentlichung: Dezember 2001          |
| 2002 | Reason Ace                      | DE51 (6 Wo.)DE | — | — | UK8 (11 Wo.)UK | — | BEF31 (7 Wo.)BEF | Erstveröffentlichung: April 2002             |
| 2002 | Try Ace                         | — | — | — | UK15 (7 Wo.)UK | — | BEF36 (5 Wo.)BEF | Erstveröffentlichung: August 2002            |
| 2003 | I Can’t Let You Go Lost & Found | DE72 (3 Wo.)DE | — | — | UK20 (7 Wo.)UK | — | BEF22 (8 Wo.)BEF | Erstveröffentlichung: Oktober 2003           |
| 2004 | Where Are You Now? Lost & Found | — | — | — | — | — | BEF23 (8 Wo.)BEF | Erstveröffentlichung: April 2004             |
| 2004 | Believe Lost & Found            | — | — | — | UK27 (3 Wo.)UK | — | — | Erstveröffentlichung: Juli 2004              |
| 2004 | Inspiration Lost & Found        | — | — | — | UK87 (1 Wo.)UK | — | BEF23 (11 Wo.)BEF | Erstveröffentlichung: November 2004          |
| 2005 | Movin’ On –                     | — | — | — | — | — | BEF24 (10 Wo.)BEF | Erstveröffentlichung: Dezember 2005          |
| 2006 | Just a Girl –                   | — | — | — | — | — | BEF35 (5 Wo.)BEF | Erstveröffentlichung: Juli 2006              |

## Auszeichnungen
- 2002: „WMC (Winter Music Conference) Award 2001“ in der Kategorie „Best Hi NRG/Euro 12″ vinyl“ mit Castles In The Sky, USA.[9]
- 2002: „Dancestar World Dance Music Award“ in der Kategorie „Best Trance Act“, Großbritannien.[10]
- 2002: „Top of The Pops Award“ in der Kategorie „Top Dance“, Großbritannien.[11]